# Snöfrid (dikt)
"Snöfrid" är en dikt (i ballad-liknande form) av Viktor Rydberg som trycktes första gången i hans första samling Dikter 1882. Dikten är en patriotisk dikt som skildrar hur huldran Snöfrid förmår gossen Gunnar att uträtta hjältedåd. Dikten populariserade Gunnar som dopnamn. Den har tonsatts av Jean Sibelius, Wilhelm Stenhammar och Elfrida Andrée.

## Tillkomst
Mycket tyder på att dikten var en av de första originalpoem Rydberg skrev för diktsamlingen, förmodligen under andra halvan av 1870-talet. Den trycktes första gången i hans första samling Dikter 1882.

## Handling
Dikten handlar om den lille gossen Gunnar, diktens hjälte, som lockas till uträtta hjältedåd och välja kampen och faran av huldran Snöfrid. Mytisk inspiration till dikten har Rydberg hämtat i Poetiska Eddan (och Rydberg låter huldran beteckna både fylgjan och skogsrået). Dikten är ett av flera exempel där Rydberg låter kvinnan förkroppsliga naturen som förför mannen eller pojken. Andra exempel är romanen Singoalla och dikten "Skogsrået".
Rydberg använder också dikten för att formulera politiska ståndpunkter, framförallt patriotism. Diktens politiska idéer har jämförts med "Athenarnes sång" ur dikten "Dexippos (dikt)", som liksom "Snöfrid" har tonsatts av Jean Sibelius, men bland annat Sibelius-kännaren Andrew Barnett menar att medan de nationalistiska inslagen är uppenbara i en dikt som "Dexippos" utgör de i "Snöfrid" bara ett av många olika element i en fantasifull komposition.

## Mottagande och adaptioner
När Viktor Rydbergs arbetsrum efter hans bortgång ställdes ut på Nordiska museet pryddes väggfältet mittemot ingångsdörren med ett utdrag ur dikten. Dikten har bland annat tonsatts av Wilhelm Stenhammar, Jean Sibelius och Elfrida Andrée. Den ska också ha lett till att Gunnars popularitet växte som dopnamn, vilket förstärktes efter att namnet återanvändes i romanen Vapensmeden (1891).
Dikten var en central programdikt för den nordiska nyväckelsen under förra sekelskiftet.